# Polens statsminister
Polens statsminister (polsk: Premier Polski), refereret i forfatningen som Formand for Ministerrådet (polsk: Prezes Rady Ministrów) er Polens regeringschef.